# 喉頭痙攣
喉頭痙攣（こうとうけいれん、英: laryngospasm）とは、声帯の、制御不能な不随意的な筋収縮（攣縮）である。
喉頭痙攣は、声帯または声帯より下の気管内部に、水、粘液、血液またはその他の物質の侵入を感知したときに誘発されることがある。吸気性喘鳴（stridor）喘鳴または陥没呼吸を伴うことがある。

## 症状と徴候
喉頭痙攣は、喉頭筋の不随意性攣縮を特徴とする。呼吸困難または発声不能、陥没呼吸、息苦しさを伴い、低酸素症による意識消失が続発することがある。発作性の咳嗽が続くことがあり、不完全な喉頭痙攣では喘鳴を聴取されることがある  致命的な合併症を避けるために、迅速な診断が必要である。カプノグラフィモニターでは、呼気中二酸化炭素波形が消失したり（人工呼吸中の場合）、陥没呼吸や奇異呼吸を呈することがある。この状態は通常60秒未満しか持続しないが、不完全閉塞は20～30分持続することがあり、吸気が妨げられる一方で呼気制限は比較的小さい。

## 原因
喉頭痙攣は原始的な気道保護反射であり、誤嚥を防ぐために機能する。しかし、声門が持続的に閉鎖して呼吸が遮断され、空気の自由な流れが妨げられると、有害な場合がある。声帯または声帯より下の気管領域が、水、粘液、血液、その他の物質の侵入を感知したときに誘発されることがある。
最も多く報告されるのは、全身麻酔中の導入時、または胃内容物の急激な逆流後である     。溺水でも喉頭痙攣はよくおこる。水の吸引に反応して溺れるケースの10％では、肺に水がなくても喉頭痙攣による窒息で死亡すると推定されている。副甲状腺機能低下症の症状でもある。時には睡眠中にも起こり、目が覚めてしまう。このような偶発的な睡眠の中断は、胃食道逆流による急性の刺激に起因している。喉頭痙攣はまた、麻酔薬のケタミン投与でも、可能性は低いが、副作用としてありうるものである。神経疾患のある人に喉頭痙攣が起こることもある。
小児では、心停止、低酸素症、徐脈などの致命的な合併症を予防するために、迅速な発見と治療が必須である。
明らかな誤嚥の既往がある、喘息、気道刺激物質（煙、ほこり、カビ、ヒューム、吸入麻酔薬デスフルラン）への暴露、上気道感染症、気道異常、浅い麻酔、急性の精神状態抑制のある患者はリスクが高いことがある。

## 予防
胃食道逆流症（GERD）が誘因の場合、GERDの治療が喉頭痙攣の管理に役立つ。デクスランソプラゾール（デキシラント）、エソメプラゾール（ネキシウム）、ランソプラゾール（プレバシド）などのプロトンポンプ阻害薬は、胃酸の産生を抑え、逆流液の刺激を少なくする。消化管機能改善薬は、消化管内の運動を刺激することにより、逆流する可能性のある酸の量を減少させる。
病中に喉頭痙攣を起こしやすい患者は、制酸剤などの刺激防止策を講じて酸の逆流を避けることができる。
急性の場合は、上半身を直立姿勢にすることで、痙攣を短縮できることが示されている。身体を安定させるために腕を固定し、呼吸をゆっくりにすることも推奨される

## 発生率
発生率は、成人集団および小児集団の両方で約1％と推定されている。その発生率は、出生から生後3ヵ月では3倍以上であり、reactive airways反応性エアウェイを有する患者では10％に増加すると報告されている。咽喉頭痙攣の発生率が高い他の亜集団も含まれる。扁桃摘出術およびアデノイド切除術を受ける患者では、25％にも上るとされる。
溺水事故の10％以上に喉頭痙攣が関与している可能性が高いが、通常、喉頭痙攣そのものが水が気管に入るのを防ぐ効果はないことを示唆するエビデンスがある 。

## 治療
軽度の喉頭痙攣であれば、ほとんどの人は自然によくなる。
喉頭痙攣は最も一般的な術中合併症の1つである。喉頭筋の反射性閉鎖を伴うため、患者の換気が不可能となり、生命を脅かすことがある。治療には、中咽頭の分泌物を除去し、100％酸素で気道に陽圧をかけつづけ、静脈麻酔薬のプロポフォールで麻酔を深くし、筋弛緩薬のサクシニルコリンで声帯を一時的に麻痺させる必要がある。